# Atletismo nos Jogos Pan-Americanos de 1959 - 3000 m com obstáculos masculino
A prova dos 3000 m com obstáculos masculino nos Jogos Pan-Americanos de 1959 foi realizada em Chicago, Estados Unidos.

## Medalhistas
| Ouro                              | Prata                            | Bronze                    |
| Philip Coleman USA Estados Unidos | Charles Jones USA Estados Unidos | Alfredo Tinoco MEX México |

## Resultados
| Posição           | Nome             | Nacionalidade      | Tempo  | Notas |
| ----------------- | ---------------- | ------------------ | ------ | ----- |
| Medalha de ouro   | Philip Coleman   | USA Estados Unidos | 8:56.6 |       |
| Medalha de prata  | Charles Jones    | USA Estados Unidos | 8:56.4 |       |
| Medalha de bronze | Alfredo Tinoco   | MEX México         | 8:58.0 |       |
| 4                 | Sebastião Mendes | BRA Brasil         | 9:02.2 |       |
| 5                 | George Young     | USA Estados Unidos | 9:07.8 |       |
| 6                 | Alberto Ríos     | ARG Argentina      | 9:08.0 |       |
| 7                 | Domingo Amaisón  | ARG Argentina      | N/A    |       |
| 8                 | Francisco Allen  | CHI Chile          | N/A    |       |